# Desa Sooko (administrativ by i Indonesien, lat -8,16, long 111,02)
Desa Sooko är en administrativ by i Indonesien.   Den ligger i provinsen Jawa Timur, i den västra delen av landet, 500 km öster om huvudstaden Jakarta.